# Seebad Wendenschloss

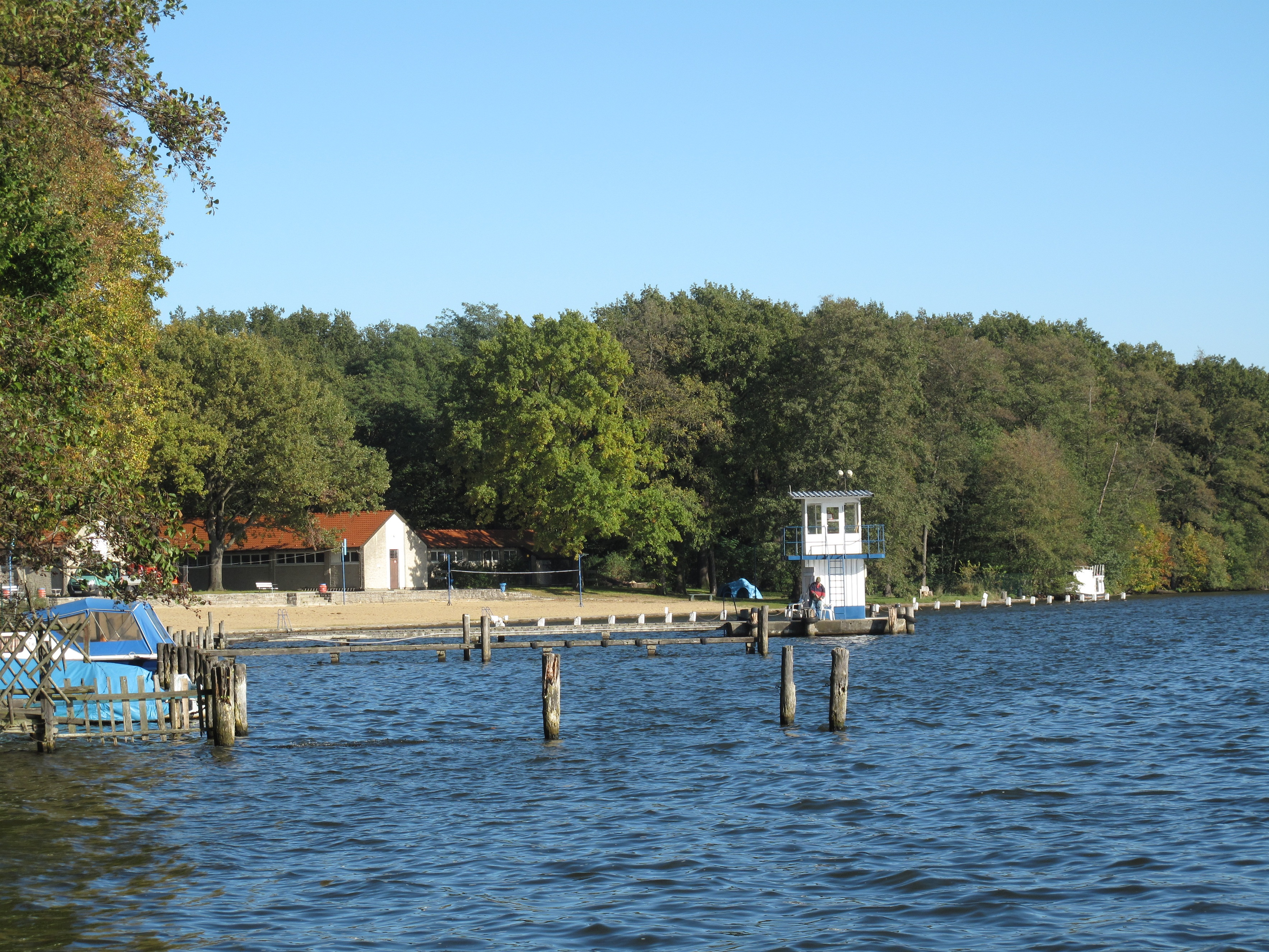
Seebad Wendenschloss, Herbst 2011

Das Seebad Wendenschloss, auch als Strandbad Wendenschloss oder Freibad Wendenschloss bezeichnet, ist eine öffentliche Badeanstalt im Berliner Ortsteil Köpenick des Bezirks Treptow-Köpenick.
Das Freibad liegt in der Ortslage Wendenschloß im Berliner Stadtforst am Nordufer des Langen Sees, einem Rinnensee, der von der Dahme durchflossen wird. Auf der gegenüberliegenden Südseite des Sees befinden sich die Einrichtungen und die Tribüne der Regattastrecke Berlin-Grünau. Das traditionsreiche, 1915 eröffnete Bad ist im Besitz der Berliner Bäder-Betriebe und wird von einer Pächterfamilie betrieben.

## Strand, Einrichtungen und Kunst im Bad
Das Seebad am Möllhausenufer 30 (benannt nach Balduin Möllhausen) verfügt über eine Gesamtfläche von rund 4000 m². Der rund 2000 m² umfassende und zum Wasser abgekantete (siehe unten), ansonsten flach abfallende Strand besteht aus feinem weißen Sand und hat eine Länge von rund 100 und eine Breite von rund 20 Metern. Im Wasserbereich gibt es einen Steg mit einem Sprungturm und einen abgegrenzten Nichtschwimmerteil. Bade- und Pontonboote können geliehen werden. Die Sport- und Spielangebote an Land umfassen einen Beachvolleyballplatz, Tischtennisplatten, Federballplatz, Kegelbahn, Freiluft-Schachbrett und einen Spielplatz mit Klettergerüst. Zur weiteren Ausstattung gehören Liegewiesen, Sonnenliegen, Sonnenschirme und Strandkörbe. Die sanitären Anlagen wurden 2011 nach modernem Stand renoviert.

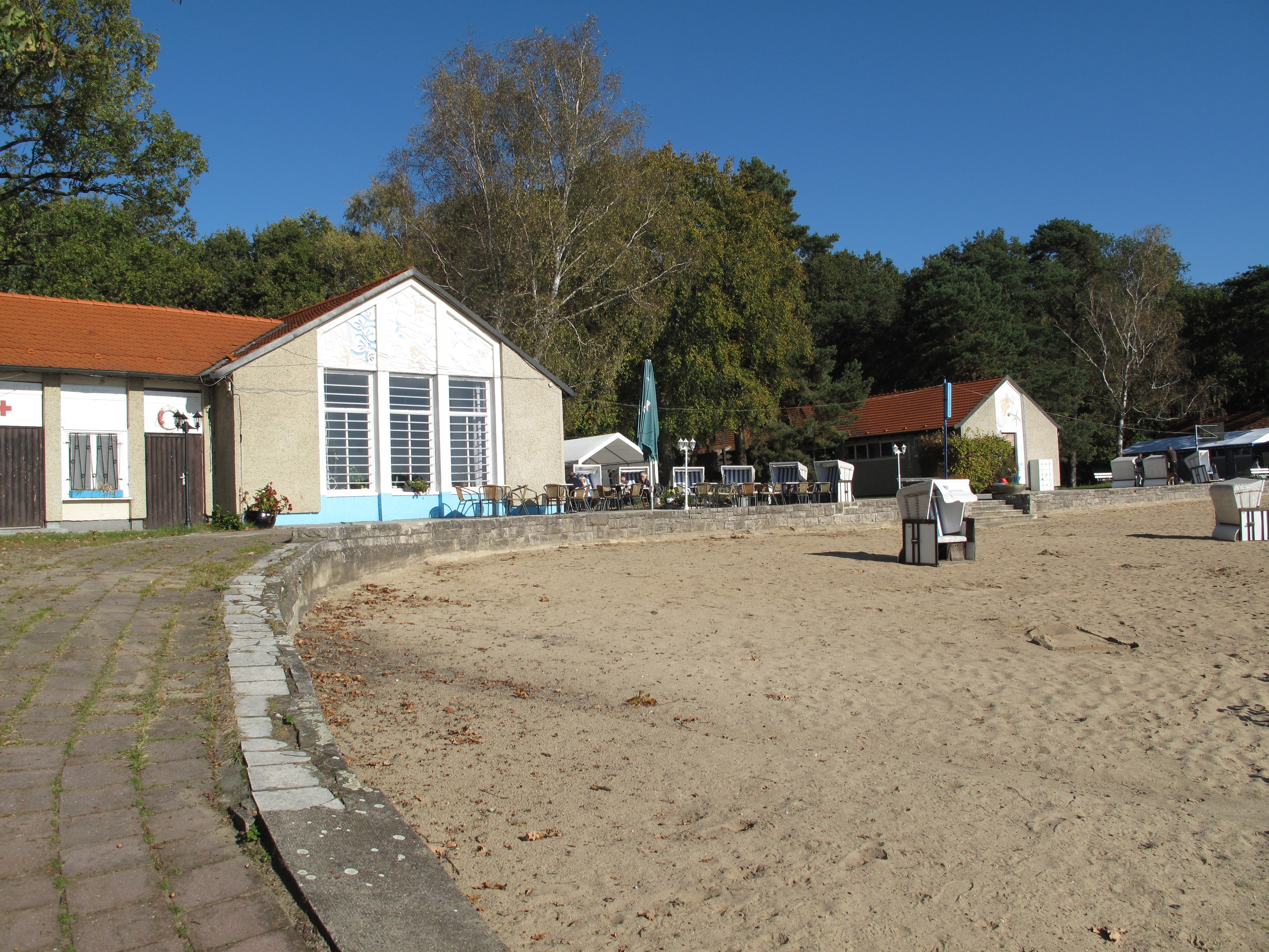
Strand (Herbst 2011)

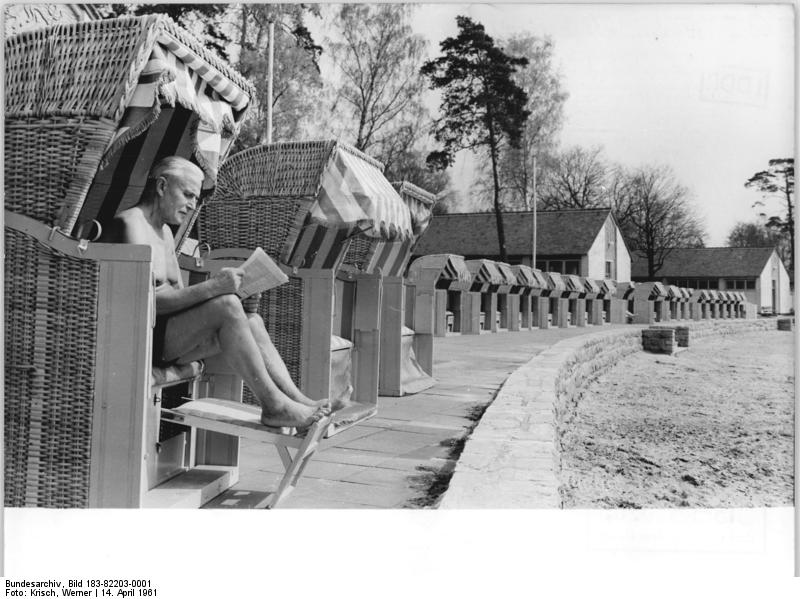
Seebad Wendenschloß (1961)

Schulklassen können nach Anmeldung in einem Raum übernachten oder auf dem Gelände zelten. Für die Verpflegung steht das Lokal Zum Seestern mit einem Gastraum, einem Imbiss und einer großen Terrasse zur Verfügung. Es ist auch ohne Eintrittsgebühr zugänglich. Das Freibad ist in der Regel vom 1. Mai bis zum 30. September geöffnet, die Gaststätte darüber hinaus auch im Oktober, März und April (Stand: 2015).
Auf dem Gelände des Bades befinden sich die beiden Skulpturen
- Seerobbe von Erwin Damerow, Kunststein, Entstehungszeit laut „Bildhauerei in Berlin“ unbekannt (Nachkrieg-Ost).[4] Die Gesamtübersicht der Denkmale und Plastiken im Bezirk Treptow-Köpenick verzeichnet als Jahr der Aufstellung 1970.[5]
- Badende von Walter Lerche, Bronze, Entstehungszeit unbekannt (Nachkrieg-Ost).[6][7] Die Gesamtübersicht der Denkmale und Plastiken im Bezirk Treptow-Köpenick listet die Figur als Stehender weiblicher Akt – nicht zu verwechseln mit dem Weiblichen Akt, gleichfalls von Lerche, der sich ein Stück westlich am Möllhausenufer 1 Ecke Wendenschloßstraße an der Dahme befindet.[5]

## Wasserqualität
Die Dahme, wie alle Berliner Hauptgewässer rückgestaut und extrem langsam fließend, erreichte 2004 hinsichtlich des Belastungszustandes mit organisch abbaubarem Material die EU-Gewässergüteklasse III. Das Freibad erfüllt die Badegewässerrichtlinie der EU. Die Sichttiefe betrug im September 2011 rund 80 cm. Aufgrund einer Probeentnahme am 5. September 2011 am Freibad beurteilte das Landesamt für Gesundheit und Soziales die hygienische Situation des Gewässers als gut. Am 21. Juni 2011 hatte das Amt der Badestelle eine hervorragende Wasserqualität bescheinigt.

## Verkehrs- und Wegeanbindung
Mit dem öffentlichen Nahverkehr ist Wendenschloß vom S-Bahnhof Köpenick mit der Straßenbahnlinie 62 oder von Grünau mit der BVG-Fähre (F12) erreichbar. Von der Fährstation zum Seebad benötigt man rund 15, von der Straßenbahnhaltestelle rund 10 Gehminuten.
Der Teil des Berliner Stadtforstes, in dem das Seebad liegt, gehört zum Revier Teufelssee mit den Müggel- und Kanonenbergen. Der Teufelssee mit Lehrkabinett und Naturlehrpfad ist vom Bad aus in rund 70 Gehminuten zu erreichen. Nach Südosten verläuft vom Möllhausenufer ein Uferwanderweg entlang des Langen Sees über das Seebad, die Waldgaststätte Schmetterlingshorst und die 1997 abgebrannte Gaststätte Marienlust bis zur Halbinsel Krampenburg. In Krampenburg besteht in der Sommersaison eine Fährverbindung der BVG (F21) nach Schmöckwitz.

## Geschichte
Der in der Bezeichnung des Bades enthaltene Ortsname Wendenschloß (auch Wendenschloss geschrieben), früher Eichhorn, besteht seit 1905 und wurde von dem Gasthaus Wendenschloß beziehungsweise Wendenschlößchen auf die entstehende Kolonie übertragen. Das Ortsnamenbuch für Brandenburg und Berlin führt den Namen auf die westslawischen Wenden zurück. Denn das Gasthaus habe an der Dahme gelegen, die zu dieser Zeit auch als Wendische Spree bezeichnet werde. Zudem war Köpenick vor der deutschen Ostsiedlung von Slawen bewohnt, die hier um 1900 allgemein als Wenden bezeichnet wurden.

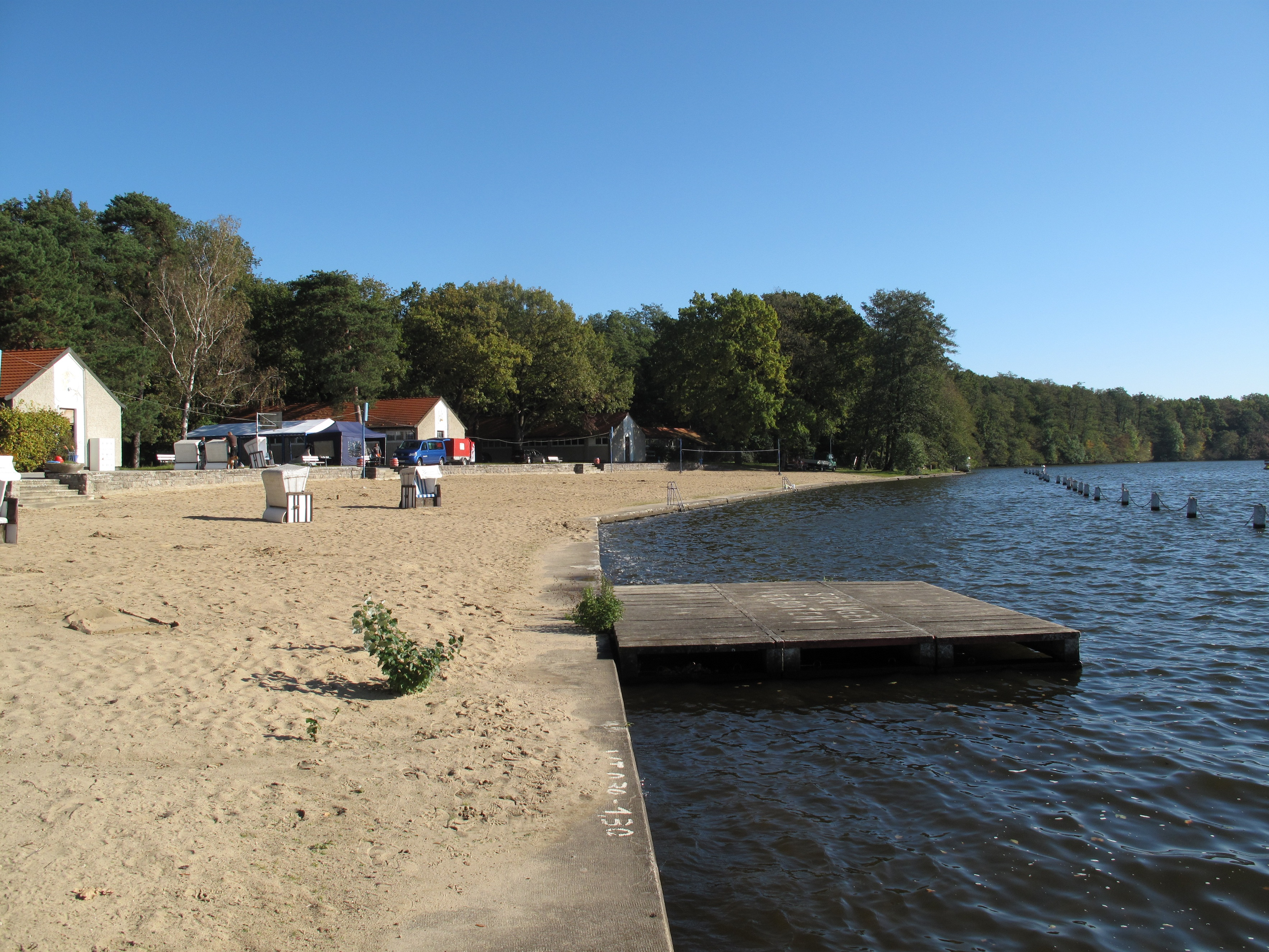
Strand mit Abkantung zum Wasser

Das Seebad Wendenschloss wurde 1915 (andere Angabe: 1914) als städtisches Bad in Betrieb genommen. Wie zu dieser Zeit üblich, bestand es aus einem Frauen- und Männerbad. Das Hauptgebäude, der Mittelbau, hatte eine Länge von 56 m und eine Tiefe von 3,80 m. Die links und rechts anschließenden Flügelbauten wiesen 7 m × 10,5 m auf und verfügten über je 15 verschließbare Einzelzellen, 24 Einzelschränke, einen Massenumkleideraum und die Toilettenanlagen. Alle drei Gebäude waren in Holzkonstruktion mit gehobelter Bretterverkleidung ausgeführt. Der Badestrand hatte damals eine Länge von lediglich rund 60 m und eine Breite von 4 m.

„Der idyllische Standort mit Anschluß an den Ortsteil Wendenschloß mitten im Wald und die für damalige Zeit komfortablen Einrichtungen des Bades bildeten einen besonderen Anziehungspunkt. Die Schwierigkeit, das Bad zu erreichen, ließ keinen Massenbetrieb aufkommen. Diese Situation änderte sich im Laufe der zwanziger Jahre. 1928 stellte der Magistrat Mittel zur Erweiterung des Bades zur Verfügung, so daß an jeder Seite ein Flügel von etwa 20 m Länge als Frauen- bzw. Männerbad angebaut werden konnte. Die Mitte konnte nun als Familienbad genutzt werden.“

Im Zweiten Weltkrieg wurden das Bad und seine historischen Bauten durch einen Bombe zerstört. Der Wiederaufbau erfolgte durch vergleichsweise schmucklose Betonbauten. Zudem wurde der natürliche Übergang zwischen Wasser und Sand mit einer Betonkante eingefasst – laut Kristine Jaath eine typische DDR-Bauweise in den Seebädern Ost-Berlins, die um 1973 zur Zeit der Berliner Weltfestspiele der Jugend und Studenten eingeführt worden sei. Unter der Betonkante steht das Wasser oberschenkelhoch. Von der Kante kann man sitzend in das Wasser gleiten oder man steigt über zwei dreistufige Badeleitern hinab.